# Брукс, Херб
Херберт Пол (Херб) Брукс-младший (англ. Herbert Paul "Herb" Brooks, Jr.; 5 августа 1937, Сент-Пол, Миннесота, США — 11 августа 2003, Форест-Лейк, Миннесота, США) — американский хоккеист и хоккейный тренер. В наибольшей степени известен, как творец «Чуда на льду» — победы сборной США по хоккею над советской сборной на зимней олимпиаде в Лейк-Плэсиде 1980 года. Также руководил сборной США на Олимпийских играх 2002 года в Солт-Лейк-Сити, которая играла в финале соревнований, но уступила сборной Канады. Погиб в автомобильной катастрофе в 2003 году, на тот момент состоял в руководстве клуба «Питтсбург Пингвинз».

## Биография

### Ранние годы
Херб Брукс родился в Сент-Поле (штат Миннесота) в семье Херберта Брукса-старшего и Полин Брукс. Окончил среднюю школу имени Джонсона-старшего, в 1955 году выиграл чемпионат штата по хоккею в составе сборной своей школы. Продолжил свою хоккейную карьеру в составе клуба «Миннесота Голден Гоферс» из Университета Миннесоты с 1955 по 1959 годы. Брукс был кандидатом на попадание в сборную США перед зимними Олимпийскими играми 1960 года, однако за неделю до игр был исключён из заявки. Спустя три недели Брукс смотрел по телевидению церемонию награждения сборной США, которая победила на тех Играх, а затем встретился с тренером той команды Джеком Райли и сказал, что тот сделал правильный выбор, исключив Брукса из команды, и победил. Этот момент в жизни Брукса стал фактической мотивацией для его дальнейшего саморазвития.
С 1960 по 1970 годы Брукс выступал за восемь различных сборных США, играя на Олимпиадах 1964 и 1968 годов, однако больших успехов не добился с командой. В 1962 году на домашнем чемпионате мира он завоевал бронзовую медаль.

### Карьера тренера
После завершения игровой карьеры Брукс стал тренером, возглавив команду своей альма-матер — клуб «Миннесота Голден Гоферс» — и завоевав три титула чемпионов США среди студентов в 1974, 1976 и 1979 годах. Всего под его руководством команда одержала 175 побед, 20 встреч свела вничью и проиграла 101 встречу. После третьего чемпионства Брукс оставил пост тренера, получив предложение возглавить олимпийскую сборную США.
Во время подготовки команды к Олимпиаде Брукс взял игроков как из своего Университета Миннесоты, так и из Бостонского университета — принципиального противника Миннесоты. Чтобы дать бой сборной СССР, которая была безоговорочным фаворитом Игр, Брукс внедрил гибрид американского и канадского стилей игры, а также быстрый европейский стиль — в них сочетались креативность и командная работа, причём последняя была довольно трудной по причине соперничества Миннесоты и Бостона. Брукс делал всё возможное, чтобы выйти на пик формы и физически подготовить свою команду, поскольку большинство соперников сборной СССР к третьему периоду уже теряли все силы. Эта стратегия Брукса принесла его сборной легендарную победу на Олимпиаде: одним из звёздных моментов стала победа над сборной СССР со счётом 4:3, известная как «чудо на льду».
После Олимпиады Брукс руководил некоторое время швейцарским клубом «Давос». В 1981 году он возглавил в НХЛ команду «Нью-Йорк Рейнджерс». В 1983 году Брукса позвал на должность тренера студенческой команды Мичиганский технологический университет, поскольку в тот же год умер главный тренер команды Джон Макиннес, однако Брукс отказался и доработал с командой до 1985 года, впервые с ней выиграв 100 матчей. В дальнейшем Брукс руководил другими командами НХЛ: «Миннесота Норт Старз» (1987—1988), «Нью-Джерси Девилз» (1992—1993) и «Питтсбург Пингвинз» (1999—2000). С середины 1990-х Брукс стал скаутом «пингвинов» и руководил директором в отделе кадров с 2002 года и до конца своей жизни.
В 1998 году Брукс был главным тренером сборной Франции на Олимпиаде в Нагано, но не добился с ней успеха. Через 4 года в Солт-Лейк-Сити он снова руководил командой США: в полуфинале сборная США выиграла у  России со счётом 3:2 спустя ровно 22 года после знаменитого «Чуда на льду», но в финале уступила Канаде.
В 1990 году Брукс был включён в Хоккейный зал славы США, в 1999 году вошёл в Международный хоккейный зал славы, а в 2006 году был принят в самый известный Хоккейный зал славы посмертно.

### Семья
В 1965 году Брукс женился: его избранницей стала женщина по имени Патти. В браке у них родились сын Дэнни и дочь Келли.

### Смерть
11 августа 2003 года погиб в автокатастрофе близ Форест-Лейка в Миннесоте на трассе Interstate 35. Считается, что Брукс уснул за рулём незадолго до аварии, поскольку ездил всю ночь не смыкая глаз. В его крови не были обнаружены следы алкоголя или наркотиков. Однако основной причиной трагедии, по версии полиции, стал тот факт, что Брукс не был пристёгнут ремнём безопасности.

### Память
В 1981 году был снят фильм «Чудо на льду» о победе сборной США на Олимпиаде в Лейк-Плэсиде, главную роль в котором сыграл Карл Мальден. В 2004 году киностудией Walt Disney Pictures был снят ещё один фильм «Чудо», где роль Херба Брукса исполнил Курт Рассел. Брукс незадолго до своей смерти проработал с режиссёрской группой в качестве консультанта, и в знак заслуг фильм решили посвятить именно ему, сообщив в конце фильма в титрах: «Он никогда этого не видел. Он этим жил» (англ. He never saw it. He lived it). К 25-летнему юбилею «Чуда на льду» арена в Лейк-Плэсиде была переименована в честь Херба Брукса.
Память Брукса увековечена в его родном штате. В 2003 году, чуть раньше, на входе в Риверцентр в Сент-Поле (Миннесота) был открыт памятник Хербу Бруксу. Школьной лигой Миннесоты учреждена награда Херба Брукса, которая присуждается лучшему хоккеисту чемпионата Миннесоты, в котором, по словам организаторов, сильно развиты качества, которые были присущи Хербу Бруксу. В городе Блэйн также есть тренировочный центр имени Брукса, также в университете Сент-Клауда имя Брукса носит национальный хоккейный центр с апреля 2013 года.
В Хоккейном зале славы, куда в 2006 году посмертно занесли имя Херба Брукса, написано следующее: «Человек страсти и посвящения, Херб Брукс вдохновил поколение американцев следовать за любыми мечтами».